# Cá mập thiên thần Đại Tây Dương
Cá mập thiên thần Đại Tây Dương, tên khoa học Squatina dumeril, là một loài cá mập trong chi Squatina, chi duy nhất còn sinh tồn trong họ và bộ của nó. Loài này được Lesueur miêu tả khoa học đầu tiên năm 1818.

## Hình ảnh

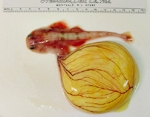
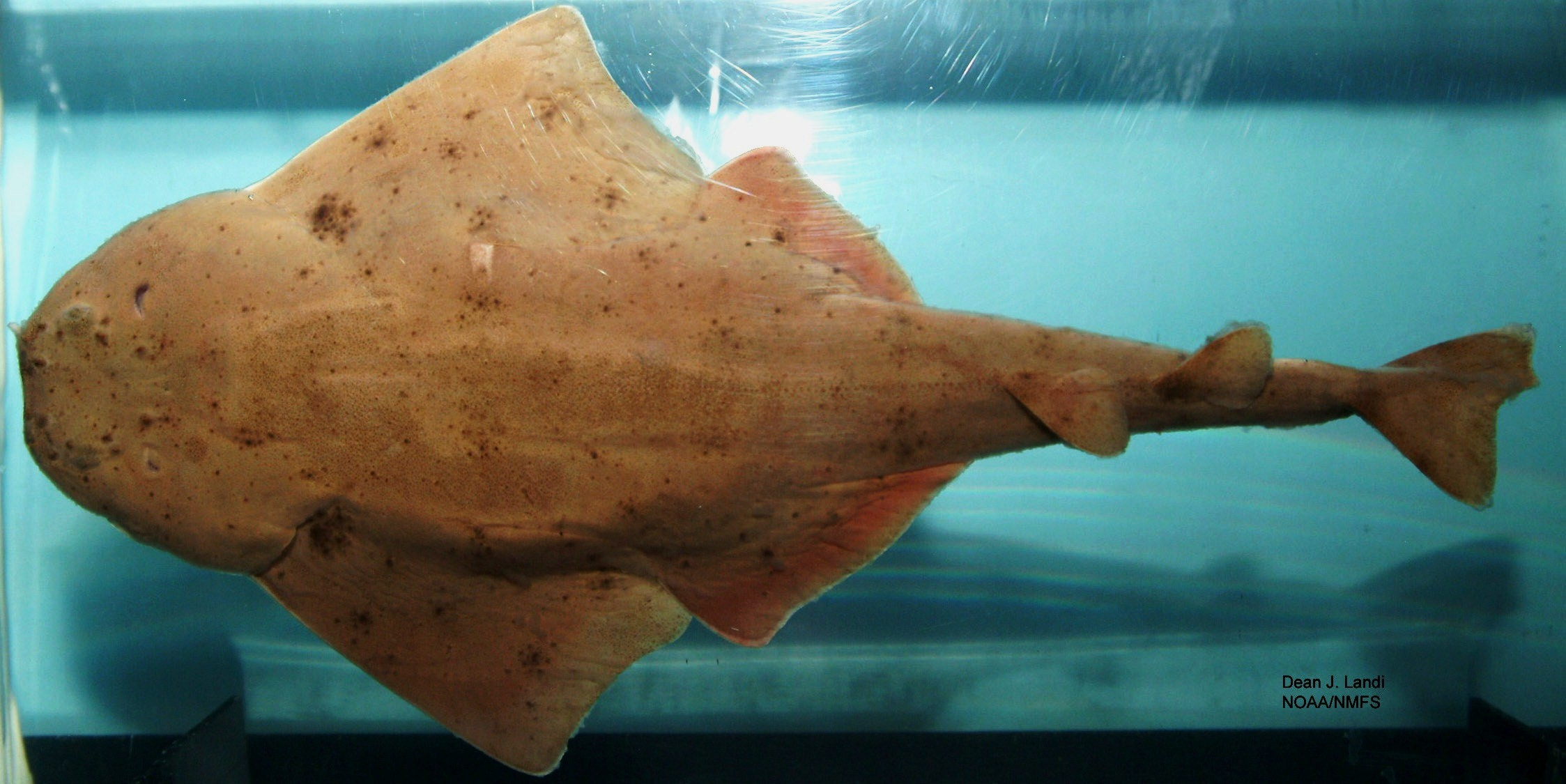
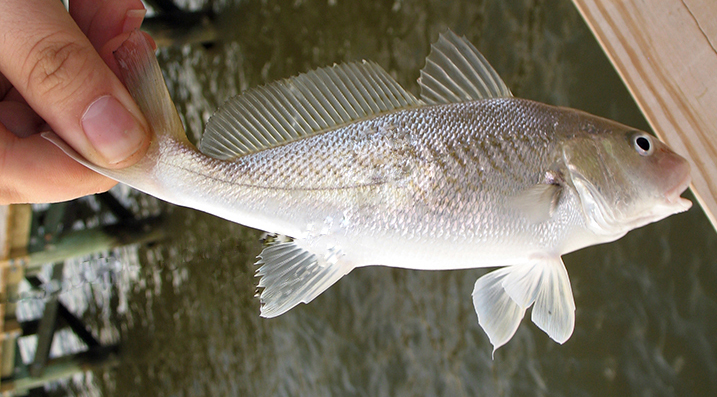
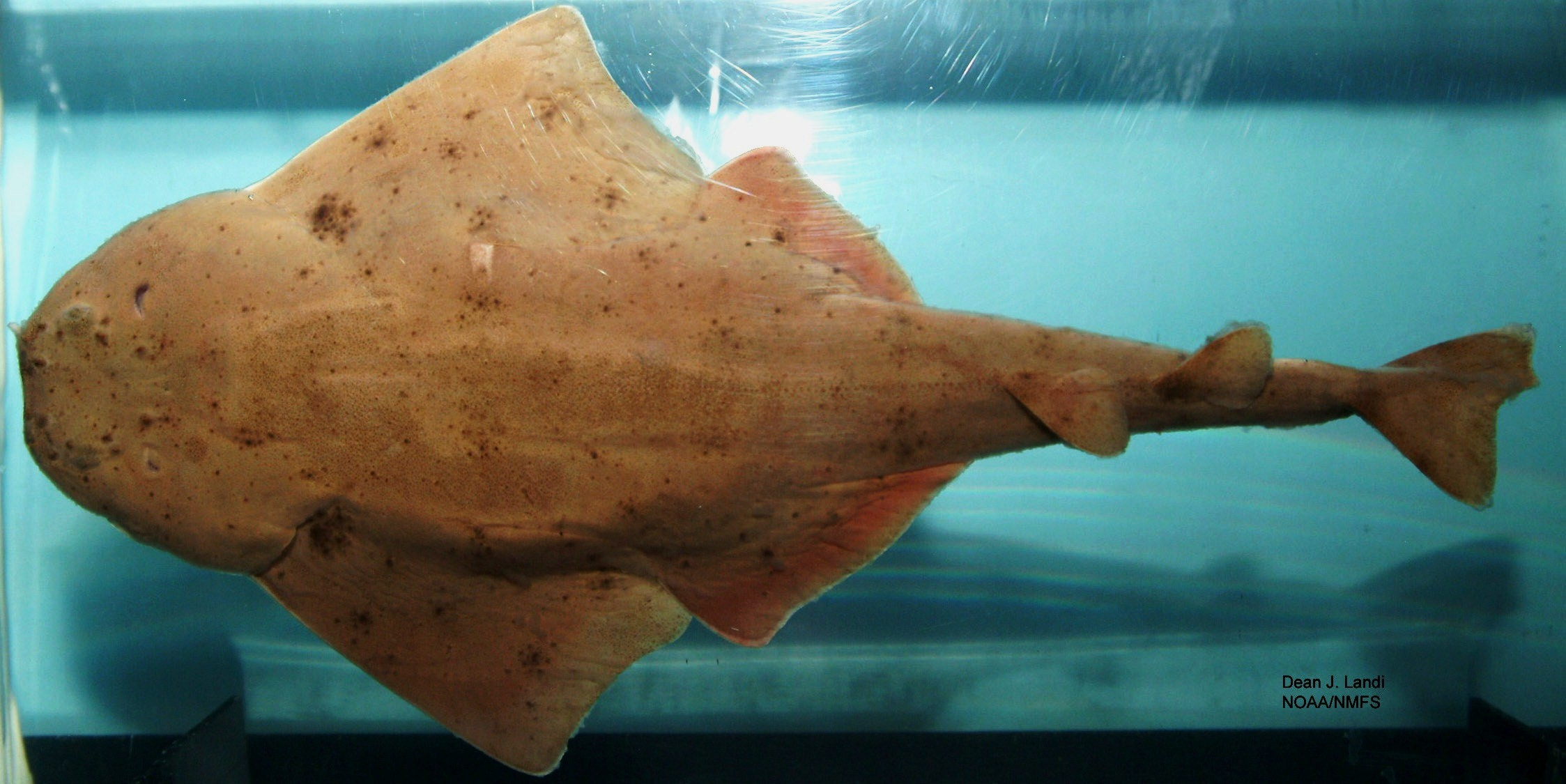